# Microthoracius praelongiceps
Microthoracius praelongiceps är en insektsart som först beskrevs av Neumann 1909.  Microthoracius praelongiceps ingår i släktet Microthoracius och familjen Microthoraciidae. Inga underarter finns listade i Catalogue of Life.